# Sindrome di Gilbert
La sindrome di Gilbert (/ʒilˈbɛʁ/), detta anche di Gilbert-Meulengracht, è una patologia benigna del fegato, descritta per la prima volta nel 1901 dal gastroenterologo francese Augustin Nicolas Gilbert e colleghi, che si manifesta, spesso a partire dal secondo decennio di vita, con iperbilirubinemia. 
Ne è affetto circa il 7-8% della popolazione adulta ed è a carattere ereditario, trasmessa con modalità sia autosomico recessiva che dominante.

## Eziologia
Nella sindrome di Gilbert l'iperbilirubinemia è causata da una ridotta attività della glucuronosiltransferasi (UGT), fondamentale per la coniugazione della bilirubina, che diviene così idrosolubile rendendo possibile l'escrezione biliare. 
Nei pazienti affetti da sindrome di Gilbert la bilirubina non viene adeguatamente escreta e la sua concentrazione ematica aumenta.
In questa malattia è presente un deficit parziale dell'attività dell'enzima UDP-glucoronil transferasi, in particolare della isoforma UGT1A1. L'entità di tale deficit, compreso tra il 20 e il 70% del valore normale, determina la diversa espressione clinica e gravità sintomatologica (ittero) della malattia.
Ciò comporta livelli di bilirubina generalmente di poco sopra la norma che possono aumentare momentaneamente in condizioni quali: digiuno, semidigiuno, ingestione di alcol, stress, febbre, infezioni, aumento dell'attività fisica. Se la quantità di bilirubina è elevata (maggiore di 2.5 mg/dl), si può manifestare l'ittero (colorazione gialla) della pelle e delle sclere (la parte bianca degli occhi).
Nel paziente con sindrome di Gilbert anche la produzione di insulina è leggermente superiore alla norma e non costante nell'arco della giornata. Ciò può determinare una carenza di nutrimento alle cellule nervose, contribuendo così a una depressione del tono neuro-umorale.

## Manifestazioni cliniche
Un terzo dei pazienti affetti dalla sindrome è completamente asintomatico, mentre i rimanenti due terzi accusano disturbi aspecifici quali dolori addominali, affaticabilità, cefalee e malessere. Nel periodo manifestante della sindrome, possono verificarsi momenti di depressione o semplice debolezza.

## Diagnosi
In genere si può parlare di sindrome di Gilbert quando si è in presenza di un aumento sostanziale della "bilirubina indiretta" (valori normali inferiori a 1 mg/100 ml) e di un lieve o inesistente aumento della "bilirubina diretta" (valori normali inferiori a 0,5 mg/100 ml). Gli esami si effettuano a digiuno.
Importante è la diagnosi differenziale in caso di ittero o subittero con altre malattie epatiche che si manifestano con iperbilirubinemia. Ciò è possibile con semplici esami di laboratorio in quanto la sindrome di Gilbert non comporta danni funzionali al fegato, che quindi non presenterà ALT, AST, GGT alterati, la sintesi proteica epatica (valutabile mediante PT, PTT, albuminemia, protidemia...) sarà nella norma, e l'emocromo non presenterà eritrocitopenia (da possibile emolisi).
Un metodo economico per diagnosticare il Gilbert consiste nel test del digiuno. Se dopo una giornata di ridotto apporto calorico la bilirubina sale mentre tutti gli altri parametri restano nei range di riferimento, è suggestivo di Gilbert. Sono comunque disponibili test genetici per fare diagnosi molecolare di Gilbert.
La trasmissione è autosomica recessiva quindi parenti affetti possono orientare la diagnosi.

## Trattamento
Non esiste alcun tipo di terapia in quanto si tratta di un'alterazione benigna che solo in basse percentuali può influire sulla vita dei soggetti. Nonostante questo è da segnalare che la somministrazione di barbiturici può attenuare la sintomatologia itterica, aumentando l'attività dell'UDP glucoronil transferasi. Tuttavia, la sindrome di Gilbert riduce la capacità del fegato di detossificare determinati farmaci. Per esempio, la sindrome di Gilbert è associata a forte diarrea e neutropenia in pazienti che assumono irinotecano, che viene metabolizzato da UGT1A1 (Glucuronosiltransferasi). Quest'alterata capacità di detossificazione diviene inoltre di primaria importanza qualora il paziente debba sottoporsi a chemioterapia.